# Intel Celeron D

Altes Celeron-D-Logo

Intel Celeron D ist der Markenname einer Intel Mikroprozessor-Reihe. Celeron D CPUs basieren auf der NetBurst-Architektur des Intel Pentium 4 und besitzen den Prescott- oder Cedar-Mill-Kern mit teils deaktiviertem L2-Cache. Im Gegensatz zu den Pentium D-Prozessoren handelt es sich bei den Celeron D Prozessoren nicht um Dual-Core-CPUs. Intel-Prozessoren, die Celeron als Namensbestandteil haben, sind immer technisch etwas einfacher als höherpreisige Modelle und werden oft in einfachen Bürorechnern verbaut.
Vorgänger war der auf Pentium 4 Basis hergestellte Intel Celeron (NetBurst), und Nachfolger wurde der Intel Celeron (Core) mit Intel-Core-Mikroarchitektur.

## Technisches
Der Celeron D (Desktop) besitzt einen kleineren L2-Cache, einen niedriger getakteten Front-Side-Bus und besitzt niedrigere Taktfrequenzen als entsprechende Pentium-4-Prozessoren mit dem gleichen Prozessor-Kern.
Ansonsten besitzt der Celeron D die gleichen Ausstattungsmerkmale wie der Pentium 4 mit Prescott-Kern, also z. B. SSE3, zum Teil auch mit EM64T und NX-Bit. Der Cedar Mill-Kern brachte dann noch einen Die-Shrink auf 65 nm und einen auf 512 KiB vergrößerten L2-Cache.

## Nachfolger
Nach der Markteinführung der Core-2-Prozessoren und dem Auslaufen der Pentium-D- und Pentium-4-Prozessoren brachte Intel im Juni 2007 neue Celeron-Modelle auf Basis des Core-2-Duo-Prozessorkerns Conroe als Conroe-L auf den Markt, die aber nun nicht mehr als Celeron D, sondern nur noch als Celeron verkauft wurden.

## Modelle

### Prescott-256 (A80530)

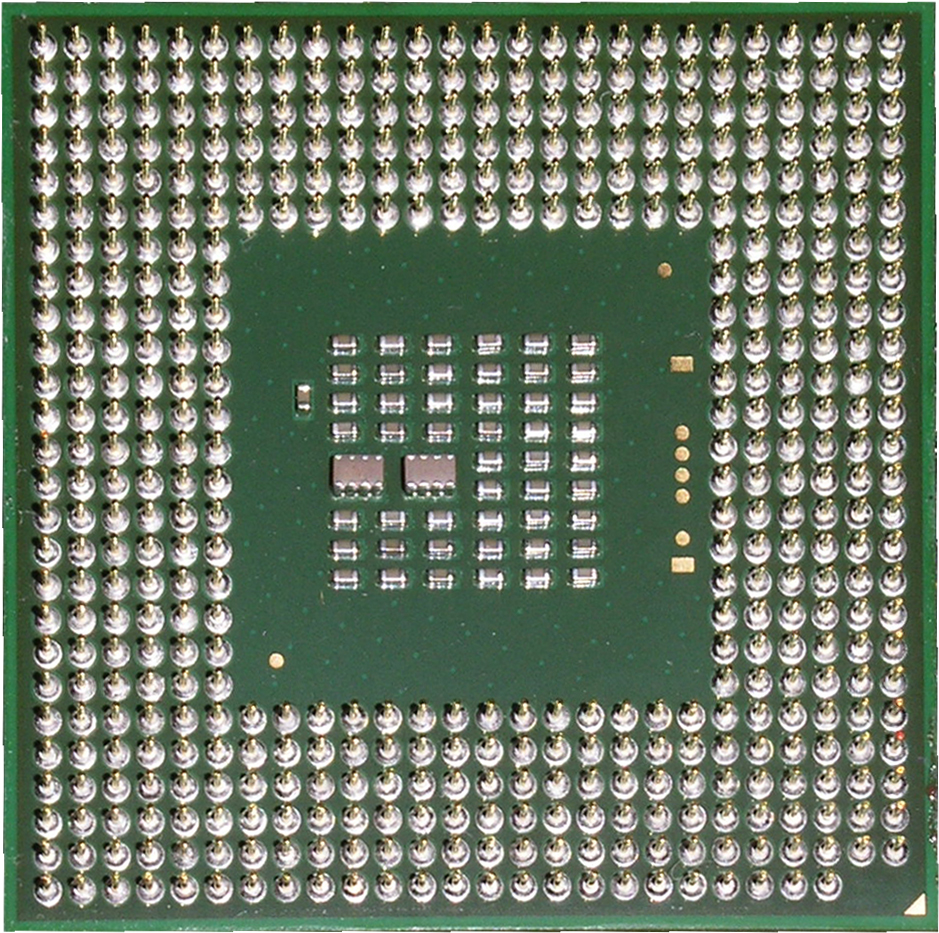
Celeron D mit 2.533 MHz (Prescott-256)

- L1-Cache: 16 KiB (Daten) + 16.000 µOps (Instruktionen)
- L2-Cache: 256 KiB mit Prozessortakt
- MMX, SSE, SSE2, SSE3, J-Modelle mit XD-Bit, bestimmte Modelle zusätzlich mit Intel 64
- Sockel 478 und LGA775, AGTL+ mit 133 MHz Front Side Bus (quadpumped, FSB 533)
- Betriebsspannung (VCore): 1,40 V
- Verlustleistung (TDP): zwischen 73 und 84 Watt (siehe Angaben weiter unten)
- Erscheinungsdatum: 24. Juni 2004
- Fertigungstechnik: 90 nm
- Taktraten: 2,13–3,33 GHz
- Einzelkernprozessor (Englisch: "Single Core")
- Modellnummern
  - ohne Intel 64
    - 310: 2,13 GHz
    - 315: 2,26 GHz
    - 320: 2,40 GHz – 73W
    - 325: 2,53 GHz – 73W
    - 330: 2,66 GHz – 73W
    - 335: 2,80 GHz – 73W
    - 340: 2,93 GHz – 73W
    - 345: 3,06 GHz – 73W
    - 350: 3,20 GHz – 73W

  - mit Intel 64
    - 326: 2,53 GHz – 84W
    - 331: 2,66 GHz – 84W
    - 336: 2,80 GHz – 84W
    - 341: 2,93 GHz – 84W
    - 346: 3,06 GHz – 84W
    - 351: 3,20 GHz – 84W
    - 355: 3,33 GHz – 84W

### Cedar Mill-512
- L1-Cache: 16 KiB (Daten) + 16.000 µOps (Instruktionen)
- L2-Cache: 512 KiB mit Prozessortakt
- MMX, SSE, SSE2, SSE3, XD-Bit, Intel 64
- LGA775, AGTL+ mit 133 MHz Front Side Bus (quadpumped, FSB 533)
- Betriebsspannung (VCore): 1,30 V
- Verlustleistung (TDP): zwischen 65 und 86 Watt (siehe Angaben weiter unten)
- Erscheinungsdatum: Juni 2006
- Fertigungstechnik: 65 nm
- Taktraten: 3,06–3,60 GHz
- Modellnummern
  - 347: 3,06 GHz – 86W
  - 352: 3,20 GHz – 86W
  - 356: 3,33 GHz – 86W
  - 360: 3,46 GHz – 65W
  - 365: 3,60 GHz – 65W